# Peter Herzog (Fußballspieler)
Peter Herzog (* 23. September 1942) ist ein ehemaliger deutscher Fußballspieler. Für den SC Aktivist Brieske-Senftenberg spielte er von 1961 bis 1962 in der DDR-Oberliga, der höchsten Liga im DDR-Fußball. Er ist sechsfacher Junioren-Nationalspieler.

## Sportliche Laufbahn
Landesweit wurde Peter Herzog erstmals durch seine Spiele in der DDR-Junioren-Nationalmannschaft bekannt. In den Jahren 1960 und 1961 bestritt er sechs Länderspiele, in denen er stets als Abwehrspieler eingesetzt wurde. Während dieser Zeit spielte er für den SC Aktivist Brieske-Senftenberg in der Juniorenoberliga. Zur Saison 1961/62 wurde er in den Kader der Briesker Oberligamannschaft aufgenommen. In dieser Saison mussten in der Oberliga 39 Spiele ausgetragen werden, weil der DDR-Fußball nach fünf Spielzeiten wieder auf die Frühjahr-Sommer-Saison zurückgeführt wurde. Peter Herzog wurde erstmals am 20. Spieltag eingesetzt und als linker Verteidiger aufgeboten. Diese Position behielt er bis zum Saisonende, nachdem er mit nur einer Unterbrechung 19-mal in der Oberliga gespielt hatte. Zur Saison 1962/63 bekam der SC Aktivist mit Helmut Beulich einen neuen Trainer, der Herzog zunächst zwei Spiele pausieren ließ, ehe er ihn dann auf der rechten Abwehrseite einsetzte. Nachdem Herzog auf dieser Position fünf Oberligaspiele bestritten hatte, wurde er zum Wehrdienst in der Nationalen Volksarmee eingezogen. 
Damit war Herzogs Fußballkarriere im Wesentlichen beendet. In der Saison 1964/65 tauchte er noch einmal beim zweitklassigen DDR-Ligisten BSG Aktivist-Brieske-Ost auf, wo er zwei Ligaspiele bestritt. 1971/72 gehörte er zum Kader des DDR-Ligisten Energie Cottbus, für den Herzog ebenfalls zwei Punktspiele bestritt. Danach erschien er nicht mehr in den oberen Fußball-Ligen. 